# Істрін Віктор Олександрович
Ві́ктор Олекса́ндрович Істрі́н (рос. Виктор Александрович Истрин; 23 листопада 1906, Варшава — 30 травня 1967, Москва) — радянський літературознавець, доктор філологічних наук (1963), професор Московського державного університету.

## Життєпис
Закінчив у 1931 році факультет літератури і мистецтва МДУ. Кандидатська дисертація Істріна В. О. «Історія та основи стандартизації форматів паперу і друкованих видань» (1944) поклала початок наукового розроблення стандартизації в галузі видавничої справи та поліграфічної промисловості. У 1931—1965 роках керував лабораторією у Всесоюзному науково-дослідному інституті поліграфічної промисловості. З 1934 року одночасно з науковою роботою займався викладацькою діяльністю. У 1965—1967 роках завідував кафедрою книжкової справи та бібліографії в Московському поліграфічному інституті.
Праця Істріна «Виникнення та розвиток письма» (1961) узагальнювала відомі на його час відомості про розвиток писемності. Погляди Істріна на розвиток письма мали багато спільного з поглядами І. Є. Гельба. У цій роботі, а також більш докладно в книзі «1100 років слов'янської абетки» Істрін виклав гіпотезу, що Кирило і Мефодій були авторами не глаголиці, а кирилиці.
На початку 1960-х років Істрін продовжив намічену Д. С. Лихачовим тему багатоалфавітності східних слов'ян. Позиція радянської науки з питання про початковий етап слов'янської писемності в найрозгорнутішому вигляді відображена в розділі «Виникнення і розвиток слов'яно-руського письма» монографії Істріна «Виникнення і розвиток письма». Згідно з Істріним, докирилівське слов'янське письмо було трьох видів, перші два з яких він вважав такими, що безсумнівно існували. Задовго до утворення зв'язків слов'ян із Візантією вони мали місцеві різновиди первісного письма на кшталт згадуваних чорноризцем Хоробрим «чортів і різів». Він називає це письмо піктографічним, піктографічно-тамговим, рахунковим, рахунково-тамговим, рахунково-тамговим із зачатковими елементами логографії, попри те, що, за черноризцем Храбром, риси та різи — не письмо, а знаки, за якими до виникнення літер рахували та ворожили. Істрін писав і про протокирилівське письмо. Письмо типу «рис і різів» було непридатним для богослужбових текстів, договорів та інших документів. Для цих цілей слов'яни, за Істрином, до прийняття християнства і до введення абетки, створеної Кирилом, користувалися грецькими та латинськими літерами, про що і писав Храбр. Третій різновид Істріна — гіпотетичне «протоглаголичне» письмо. Він повідомляє про відроджену в 1940—1950-х роках «протоглаголичну» гіпотезу стосовно східних слов'ян у роботах П. Я. Черних, М. О. Константинова, Є. М. Епштейна та інших радянських дослідників.
У 1950-ті роки дослідники зробили кілька спроб «реконструювати» «протоглаголичний» алфавіт. Одну з них здійснив Н. А. Константинов на основі «причорноморських знаків», які він «збирав» на кам'яних плитах, надгробках, черепицях і амфорах у Херсонесі, Керчі, Ольвії. У 1957 році І. А. Фігуровський здійснив «реконструкцію» «протоглаголиці» на основі знаків з руських пряслиць та інших ремісничих виробів і побутових предметів з території Росії, що належать до VIII—XVI століть. Основу «реконструкції» склала глаголиця, позбавлена петель. Спроба зазнала невдачі, оскільки жодна буква глаголиці не нагадує знаки на побутових предметах. Істрін відгукнувся про цю роботу негативно. На початку 1960-х років Н. В. Енговатов також невдало спробував відтворити «протоглаголицю» на основі «загадкових» знаків, що трапляються в кирилівських написах на монетах руських князів XI століття. Після публікацій на цю тему М. А. Константинова, І. А. Фігуровського, П. Я. Черних та ін. набула поширення гіпотеза, згідно з якою глаголиця походить із «протоглаголичного» дохристиянського східнослов'янського письма. Його витоки передбачалося знайти в Причорномор'ї.
Першою цю гіпотезу спростувала Е. Е. Гранстрем, яка 1955 року писала, що хоча низка радянських учених, на її думку, довела самобутню появу руської державності, давньоруської літературної мови та давньоруської літератури, однак «спроби зобразити глаголицю як самобутнє давньоруське або скіфське письмо ґрунтуються тільки на зовнішній, часом випадковій схожості окремих глаголицьких літер із так званими загадковими знаками Причорномор'я». Істрін визнав невдалість реконструкцій, але не відмовився від ідеї «протоглаголичного» письма, завершував огляд передбачуваних типів східнослов'янського письма тезою про багатоалфавітність і писав про можливість існування не лише двох-трьох видів письма, а й місцевих різновидів. Істрін стверджував, що Кирило створив кирилицю, а не глаголицю, звільняючи, таким чином, глаголицю для своїх гіпотез про походження зі східнослов'янського «протоглаголичного» письма, яке він продукував із «чортів і різів», попри те, що глаголиця, яка містить петлі й окружності біля більшості знаків, не схожа на риси й різи. Коментуючи питання про книги, знайдені Кирилом у Херсонесі та написані «руськими письменами», Істрін припускав, що ці книги могли бути написані «протоглаголицьким» письмом, що з'явилося з «рис і різів».

## Основні праці
- «Розвиток письма» (рос. Развитие письма; 1961)
- «1100 років слов'янської абетки» (рос. 1100 лет славянской азбуки; 1961, перевидана в 1982 і 1988)
- «Виникнення та розвиток письма» (рос. Возникновение и развитие письма; 1965, перевидана у 2014)